# Фінслерова геометрія
Фінслерова геометрія — одне з узагальнень ріманової геометрії. 
У фінслеровій геометрії розглядаються многовиди з фінслеровим метричним тензором; тобто вибором гладкої норми на кожному дотичному просторі, яка гладко змінюється від точки до точки.

## Основні поняття
Нехай {\displaystyle M^{n}} — {\displaystyle n}-вімірний зв'язаний {\displaystyle C^{\infty }}-многовид.
Позначимо через {\displaystyle TM^{n}} дотичне розшарування {\displaystyle M^{n}}. Тоді фінслеровою метрикою на {\displaystyle M^{n}}
називається функція {\displaystyle F\colon TM^{n}\rightarrow [0,\infty )}, що задовільняє властивостям:
1. {\displaystyle F\in C^{\infty }(TM^{n}\setminus \{0\})} ;
2. {\displaystyle F} додатньо однородна першої степени, тобто для будь-якої пари {\displaystyle (x,y)\in TM^{n}} і числа {\displaystyle \lambda >0},
{\displaystyle \ F(x,\lambda y)=\lambda F(x,y)};
3. Для будь-якої пари {\displaystyle (x,y)\in TM^{n}} білінійна форма {\displaystyle \mathbf {g} _{y}\colon T_{x}M^{n}\times T_{x}M^{n}\rightarrow \mathbb {R} },
{\displaystyle \mathbf {g} _{y}(u,v)={\frac {1}{2}}{\frac {\partial ^{2}}{\partial t\,\partial s}}\lbrack F^{2}(x,y+su+tv)\rbrack |_{s=t=0}}

додатньо визначена.